# José Soto Gómez
José Alberto Soto Gómez (Lima, 11 de enero de 1970) es un exfutbolista y actual entrenador peruano. Se retiró como jugador luego de obtener el campeonato nacional con el Alianza Lima en el 2006. Es considerado un referente del club blanquiazul al haber sido capitán del equipo durante varias temporadas y ser el defensa más goleador del club con 57 goles. Fue asistente técnico de Alianza Lima durante el 2007 y parte del 2008, año donde debutó como técnico al salir del club Miguel Ángel Arrué. Actualmente tiene 55 años y dirige a Deportivo El Inca de la Copa Perú.

## Trayectoria

### Como jugador
José Soto nació en Lima, el 11 de enero de 1970, hijo de José Vicente Soto Parra y Marina Gómez. Surgió de las divisiones menores del Club Centro Deportivo Municipal, equipo en el que debutó en agosto de 1987. Su primer partido fue en la ciudad de Huacho enfrentando por el Campeonato Metropolitano a Juventud La Palma. Su debut fue peculiar porque a pesar de ser defensa central, la necesidad del equipo hizo que debutara reemplazando al arquero del equipo quien no pudo terminar el partido. Así, su debut profesional fue como arquero. 
En 1993, Soto es contratado por el Alianza Lima, club del que era hincha. Ese año Soto se consolidó en la zaga del equipo íntimo y logró el subcampeonato en una disputada liguilla cuya final se jugó el 20 de diciembre de 1993 y Alianza ganó en penales al Sporting Cristal.
En 1995, tras un pase que desató interés en la prensa especializada peruana, Jose Soto fue contratado por el Sporting Cristal donde jugó dos años logrando los títulos de 1995 (su primer título profesional) y 1996. Este traspaso a un club rival causó un revuelo en ambas hinchadas. En Cristal ya jugaba su hermano Jorge. 
En 1996, Soto es cedido en préstamo al club mexicano Puebla Fútbol Club. Este equipo adquirió su pase y contó con él hasta mediados de 1998 cuando regresó a Sporting Cristal en calidad de préstamo. Ese año sufrió una lesión que no le permitió jugar en lo que fue su último paso por el equipo cervecero. Debido a esta lesión, en 1999 el club mexicano decidió prestarlo nuevamente a Alianza Lima. Su paso por Alianza fue corto ya que a mediados de 1999 el Atlético Celaya adquirió el pase del jugador. En el Celaya, Soto jugó lo que restaba del 99 y toda la temporada 2000.
Finalmente, en el año 2001, Alianza Lima celebró su centenario y contrató nuevamente a José Soto, quien asumió la capitanía del equipo. Ese año ganó el Campeonato Apertura y el Campeonato Nacional tras ganar en penales la serie final frente al Cienciano. Soto ganó luego los títulos del 2003 y del 2004, ganando en ambas finales al Sporting Cristal. Luego de un pésimo 2005, Soto continuó como jugador de Alianza Lima en el 2006. Bajo la batuta del técnico uruguayo Gerardo Pelusso, Alianza Lima consigue el Apertura 2006 y el Campeonato Nacional 2006. En la serie final frente al Cienciano (resultado 0:1, 3:1), Soto entra en los últimos minutos de los partidos para asegurar los resultados gracias a su experiencia y calidad de líder. Finalizando dicha temporada con el título, se retiró del fútbol. 

### Como entrenador
Durante su experiencia como técnico en el 2008 con Alianza Lima consiguió salvar la categoría y se mantuvo en el club hasta el año 2012, luego tuvo un paso corto en los equipos de León de Huánuco para luego pasara a dirigir a equipos de Segunda División del fútbol Peruano tales como, Carlos A. Mannucci, Alianza Huánuco, Alfredo Salinas, Deportivo Hualgayoc y Juan Aurich. Actualmente dirige al Sport Chavelines.

## Selección nacional
José Soto jugó en las selecciones nacionales de menores sub-16 y sub-23. En esta última sufrió una de las peores derrotas. El equipo peruano perdió en 1992, dentro del campeonato sudamericano clasificatorio para los Juegos Olímpicos de 1992, una derrota de 7 goles a 1 frente al local seleccionado paraguayo.
Fue en la Copa América 1993 jugada en Ecuador cuando José Soto debutó oficialmente en la Selección Peruana de Fútbol. Luego jugó las eliminatorias sudamericanas para la Copa Mundial de Fútbol de 1994. En los siguientes años, José Soto se consolidó como defensa titular del equipo y ante las ausencias de Juan Reynoso, capitán del equipo, asumía esa función.
José Soto ha jugado 75 partidos con la camiseta de su selección hasta el año 2003.

## Clubes

### Como jugador
| Club                | País   | Año       |
| ------------------- | ------ | --------- |
| Deportivo Municipal | Perú   | 1987-1992 |
| Alianza Lima        | Perú   | 1993-1994 |
| Sporting Cristal    | Perú   | 1995-1996 |
| Puebla              | México | 1996-1998 |
| Sporting Cristal    | Perú   | 1998      |
| Alianza Lima        | Perú   | 1999      |
| Celaya              | México | 1999-2000 |
| Alianza Lima        | Perú   | 2001-2006 |

### Como entrenador
Datos actualizados al último partido dirigido el 26 de junio de 2022.
| Club                | País  | Año         | PJ  | PG  | PE | PP  | Efectividad |
| ------------------- | ----- | ----------- | --- | --- | -- | --- | ----------- |
| Alianza Lima        | Perú  | 2008        | 15  | 4   | 3  | 8   | 33.34%      |
| Alianza Lima        | Perú  | 2012        | 45  | 14  | 14 | 17  | 41.48%      |
| León de Huánuco     | Perú  | 2013        | 28  | 10  | 8  | 10  | 45.23%      |
| Carlos A. Mannucci  | Perú  | 2014 - 2015 | 29  | 17  | 4  | 8   | 63.22%      |
| Alianza Universidad | Perú  | 2015        | 21  | 7   | 7  | 7   | 44.44%      |
| Alfredo Salinas     | Perú  | 2016        | 28  | 11  | 4  | 13  | 44.05%      |
| Deportivo Hualgayoc | Perú  | 2017        | 28  | 14  | 6  | 8   | 57.14%      |
| Carlos A. Mannucci  | Perú  | 2018 - 2019 | 50  | 23  | 13 | 14  | 54.67%      |
| Juan Aurich         | Perú  | 2019 - 2021 | 52  | 22  | 13 | 17  | 50.64%      |
| Sport Chavelines    | Perú  | 2022        | 12  | 2   | 3  | 7   | 25%         |
| Total               | Total | Total       | 308 | 124 | 75 | 109 | 48.38%      |

## Palmarés

### Campeonatos nacionales
| Título                    | Club             | País | Año  |
| ------------------------- | ---------------- | ---- | ---- |
| Primera División del Perú | Sporting Cristal | Perú | 1995 |
| Primera División del Perú | Sporting Cristal | Perú | 1996 |
| Torneo Clausura           | Sporting Cristal | Perú | 1998 |
| Torneo Apertura           | Alianza Lima     | Perú | 2001 |
| Primera División del Perú | Alianza Lima     | Perú | 2001 |
| Torneo Clausura           | Alianza Lima     | Perú | 2003 |
| Primera División del Perú | Alianza Lima     | Perú | 2003 |
| Torneo Apertura           | Alianza Lima     | Perú | 2004 |
| Primera División del Perú | Alianza Lima     | Perú | 2004 |
| Torneo Apertura           | Alianza Lima     | Perú | 2006 |
| Primera División del Perú | Alianza Lima     | Perú | 2006 |

#### Distinciones individuales
| Distinción                               | Año  |
| ---------------------------------------- | ---- |
| Nominado a mejor DT del año de la Liga 2 | 2020 |